# Albert Curwood
Albert Curwood (31 tháng 12 năm 1910 – 1971) là một cầu thủ bóng đá người Anh. Là một tiền đạo trung tâm, ông đầu quân cho Blackpool Blackpool (sau khi chuyển từ Llanelli F.C nơi ông bắt đầu chơi bóng), Bournemouth & Boscombe Athletic, Swansea Town, Rochdale, Halifax Town và kết thúc sự nghiệp tại Fleetwood Town. Cháu của ông Steven Curwood là Giám đốc điều hành tại Fleetwood Town.